# TT356
TT356 (Theban Tomb 356) è la sigla che identifica una delle Tombe dei Nobili ubicate nell'area della cosiddetta Necropoli Tebana, sulla sponda occidentale del Nilo dinanzi alla città di Luxor, in Egitto. Destinata a sepolture di nobili e funzionari connessi alle case regnanti, specie del Nuovo Regno, l'area venne sfruttata, come necropoli, fin dall'Antico Regno e, successivamente, sino al periodo Saitico (con la XXVI dinastia) e Tolemaico.

## Titolare
TT356 era la tomba di:
| Titolare  | Titolo                       | Necropoli      | Dinastia/Periodo | Note |
| --------- | ---------------------------- | -------------- | ---------------- | ---- |
| Amenemwia | Servo del Luogo della Verità | Deir el-Medina | XIX dinastia     |      |

## Biografia
Amak, a sua volta Servo del Luogo della Verità, era il nome del padre, Wazronpet quello della moglie; un figlio si chiamava Amenemopet, e un fratello del defunto Ken.

## La tomba
TT356 si sviluppa, partendo da un cortile, in tre cappelle a livello del piano, una delle quali (1 in planimetria) contiene due statue in argilla di Osiride e Horus, e un appartamento sotterraneo costituito da tre camere cui si accede per il tramite di un pozzo sito nel cortile antistante le cappelle. Camera "A", sul soffitto voltato sono riportati testi di offertorio del defunto e della moglie; camera "B", brani testuali riportati sul soffitto; camera "C": nel corridoio che immette nella camera testi dedicatori e sacri (2); tre divinità femminili (3) con un ba che sta bevendo; la scena continua nel lato corto (4), in cui sono rappresentati, in alto, due Anubi come sciacalli, che affiancano il simbolo dell'Occidente; in basso il figlio Amenemonet e una figlia dinanzi al defunto e alla moglie. Su altra parete (5) il defunto e la moglie inginocchiati, e il fratello del defunto Ken e la moglie, in piedi, adorano gli dei Nefertum e Nut. Sul lato corto a nord (6), in alto si ripete la scena rappresentata sul lato corto opposto (4), in basso il dio Anubi assiste la mummia del defunto. Poco oltre (7) brani dal Libro dei Morti, Osiride, il defunto accompagnato da Anubi alla pesatura del cuore in presenza di Maat, Thot (rappresentato come babbuino) e del mostro Ammit; alla scena partecipano anche il figlio Amenemonet e la moglie di costui accanto a Iside e Ptah. Sul soffitto a volta, scene del defunto (?) in adorazione di Atum, Ra-Horakhti rappresentato come falco, Amenemonet e la moglie in atto di adorazione, la barca di Kheper. Dalla TT356 proviene uno stipite di porta con raffigurazione del defunto, oggi al Museo egizio del Cairo (cat. 40367).

### Annotazioni
1. ↑  La numerazione dei locali e delle pareti segue quella di Porter e Moss 1927, p. 416.
2. ↑  La prima numerazione delle tombe, dalla numero 1 alla 252, risale al 1913 con l'edizione del "Topographical Catalogue of the Private Tombs of Thebes" di Alan Gardiner e Arthur Weigall. Le tombe erano numerate in ordine di scoperta e non geografico; ugualmente in ordine cronologico di scoperta sono le tombe dalla 253 in poi.
3. ↑  I campi della Duat, ovvero l'aldilà egizio, si trovavano, secondo le credenze, proprio sulla riva occidentale del grande fiume.
4. ↑  Nella sua epoca di utilizzo, l'area era nota come "Quella di fronte al suo Signore" (con riferimento alla riva orientale, dove si trovavano le strutture dei Palazzi di residenza dei re e i templi dei principali dei) o, più semplicemente, "Occidente di Tebe".
5. ↑  le Tombe dei Nobili, benché raggruppate in un'unica area, sono di fatto distribuite su più necropoli distinte.
6. ↑  Le note, sovente di inquadramento topografico della tomba, sono tratte, fino alla TT252, dal "Topographical Catalogue" di Gardiner e Weigall, ed. 1913 e fanno perciò riferimento alla situazione dell'epoca.

### Fonti
1. ↑  Gardiner e Weigall 1913.
2. ↑  Donadoni 1999,  p. 115.
3. 1 2  Porter e Moss 1927, p. 419.
4. ↑  Porter e Moss 1927,  pp. 419-420.